# Bukoleon

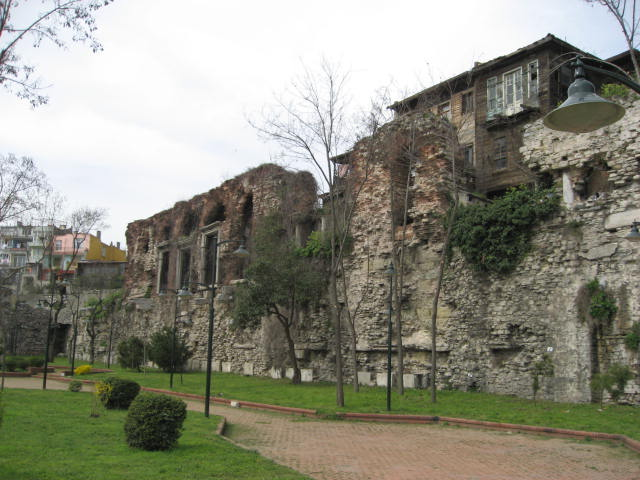
Bukoleon.

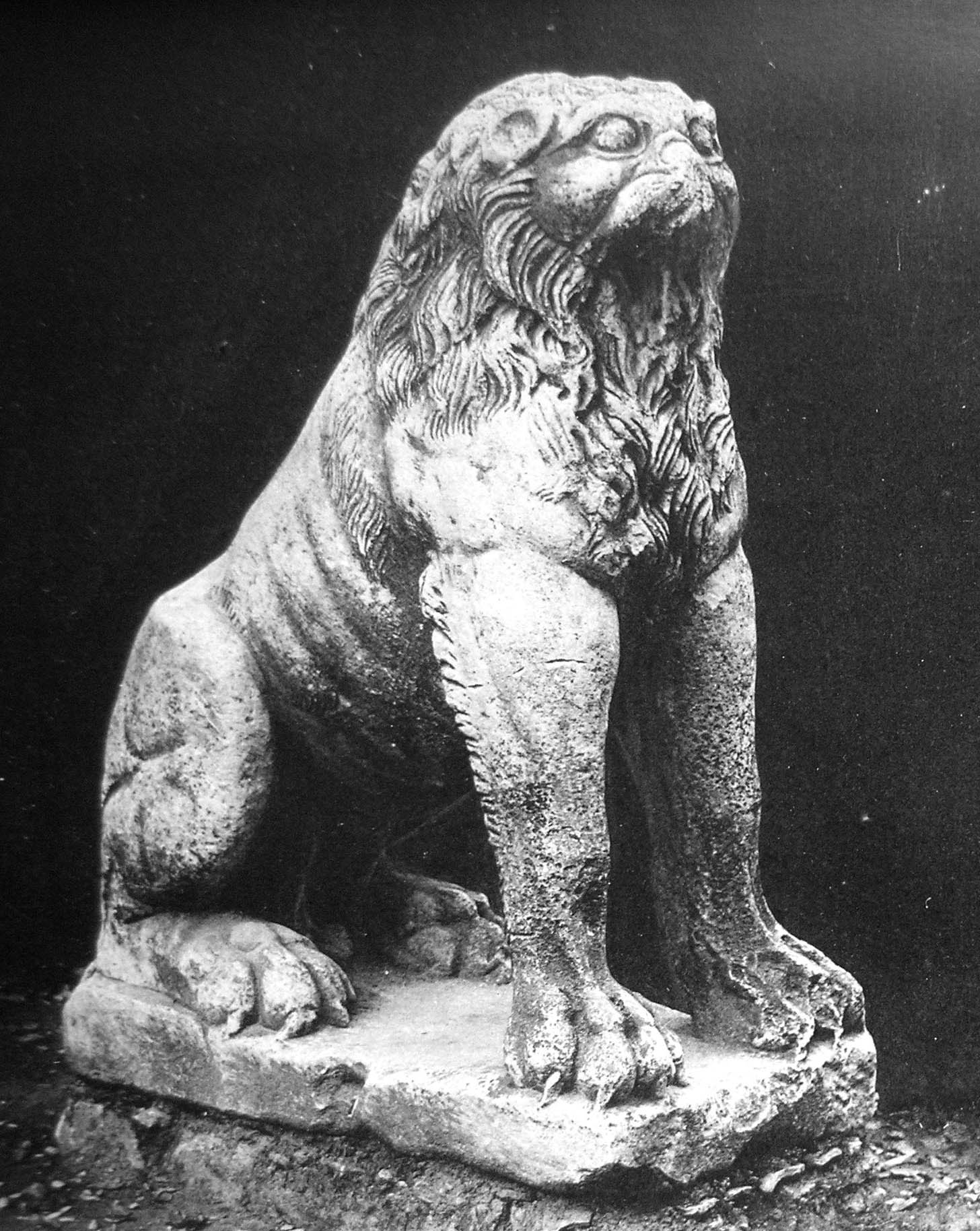
Ett av stenlejonen, som stod vid ingången till palatset, kan idag beskådas på Istanbul Archaeological Museum.

Bukoleon var ett av de bysantinska kejsarpalatsen i Konstantinopel, troligen uppfört av Theodosius II på 400-talet. Det var huvudresidens för de latinska kejsarna 1204–1261. 
Namnet härstammar från de grekiska orden (βοῦς och λέων som betyder "tjur" och "lejon") eftersom det stod en staty på platsen föreställande dessa djur. 
Palatset är idag en ruin, men ett beslut togs 2018 av Istanbuls kommunstyrelse (Istanbul Metropolitan Municipality) att restaurera det.
Bukoleon var ett ofta använt residens av kejsarhovet innan Blachernaipalatset blev huvudresidens år 1081. Det var huvudresidens under det latinska kejsardömet 1204–1261. Sedan Bysans återupprättats 1261 föll palatset i ruiner. Det bestod av ruiner när osmanerna erövrade Konstantinopel år 1453. 